# Bessemerskolan

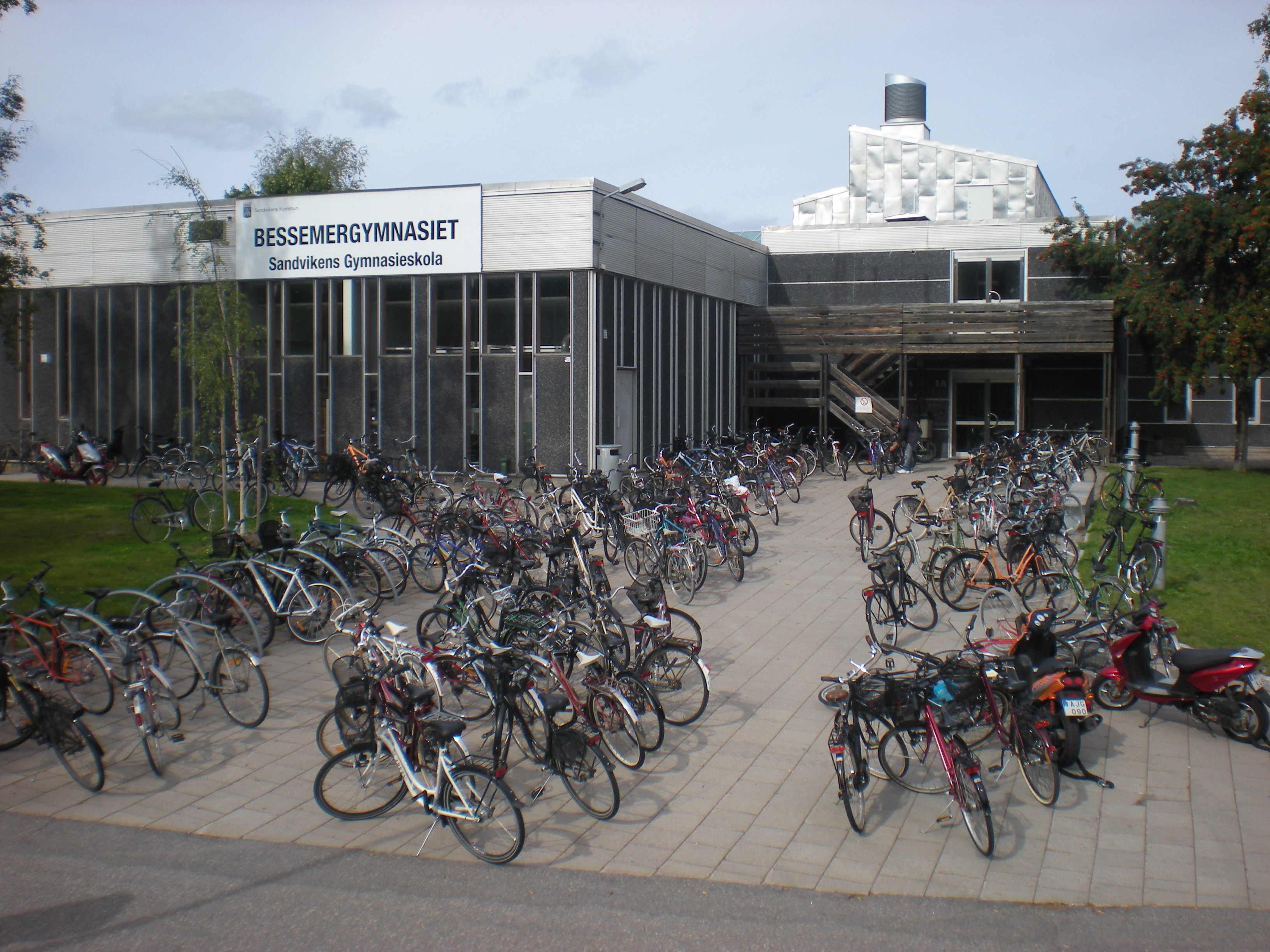
Bessemerskolan

Bessemerskolan är en av två (den andra är Göranssonska skolan) gymnasieskolor i Sandvikens kommun. 
Bessemerskolan har idag 5 högskoleförberedande program, 7 yrkesprogram med flera olika inriktningar samt 4 st introduktionsprogram. Skolan är ett riksidrottsgymnasium för orientering samt har nationella idrottsutbildningar med inriktning bandy och innebandy. Idag ryms det ungefär 1 100 elever samt 200 medarbetare på skolan. Skolan är belägen på Industrivägen 7 i Sandviken. Skolan har två caféer och en skolrestaurang. Några av skolans program finns i närliggande byggnader såsom Fordon- och Industriprogrammet. Musik läser sina karaktärer vid Kulturcentrum i centrum. 
Bessemerskolan har tidigare haft namnen Sandvikens gymnasieskola, Bessemergymnasiet och enheten Hammargymnasiet som låg i centrum, där idag Kulturcentrum finns. .
Prins Daniel gick social linje på Hammargymnasiet 1989-1991.

## Gymnasieprogram
Följande gymnasieprogram finns på skolan:
- Barn- och fritidsprogrammet (BF)
- Bygg- och anläggningsprogrammet (BA)
- Ekonomiprogrammet (EK)
- El- och energiprogrammet (EL)
- Estetiska programmet (ESEST)
- Fordon- och transportprogrammet (FT)
- Handel- och administrationsprogrammet (HA)
- Introduktionsprogrammen (IM)
- Industritekniska programmet (IN)
- Naturvetenskapliga programmet (NA)
- Samhällsvetenskapliga programmet (SA)
- Teknikprogrammet (TE)
- Vård- och omsorgsprogrammet (VO)

## Föreningsliv på skolan

### Sportsliga framgångar
Skolans bandylag har vunnit Kronprinsens pokal i bandy 2008, 2009 och 2012. Det tidigare Hammargymnasiet vann samma turnering 1980.